# John Gill
John Gill (Kettering, 23 novembre 1697 – 14 ottobre 1771) è stato un teologo britannico.
Pastore protestante, predicatore e teologo rinomato del settecento inglese, apparteneva all'ala strettamente calvinista delle chiese battiste. È ricordato oggi soprattutto come predecessore di Charles Spurgeon e per il suo commentario all'intera Bibbia ancora oggi ampiamente utilizzato nel mondo evangelico e disponibile su Internet.

## Biografia
Nato a Kettering nel Northamptonshire, frequenta la Kettering Grammar School dove eccelle nei classici latini ed impara il greco classico all'età di soli 11 anni. Continua poi da solo a studiare un po' di tutto, dalla logica all'ebraico, di cui rimarrà appassionato per tutta la sua vita. All'età di 12 anni, Gill ode un sermone del pastore della sua chiesa, William Wallis, sul testo: "Dio il SIGNORE chiamò l'uomo e gli disse: «Dove sei?»" (Genesi 3:9) che lo conduce alla conversione. Farà però una pubblica confessione di fede solo più tardi a 18 anni.

### Attività pastorale
Sorgendo in lui la vocazione al pastorato viene chiamato ad accompagnare il ministero di John Davis a Higham Ferrers nel 1719. Diventa ministro della Chiesa dei battisti particolari di Goat Yard, Horsleydown, Southwark nel 1719. La sua attività come pastore evangelico durerà 51 anni. Nel 1757 la sua comunità ha bisogno di locali più grandi e così si trasferisce a Carter Lane, St. Olave's Street, Southwark. Questa comunità aveva un tempo avuto come pastore Benjamin Keach e diventerà più tardi la New Park Street Chapel', e poi il Metropolitan Tabernacle guidato da Charles Spurgeon.
Durante il ministero del Gill, la comunità appoggia fortemente la predicazione di George Whitefield nella vicina Kennington Common.

### Opere
Nel 1748 viene conferito a John Gill il titolo onorifico di dottore in teologia dall'Università di Aberdeen. Profondo studioso della Bibbia e autore prolifico, le sue opere più importanti sono:
- (EN) The Doctrine of the Trinity Stated and Vindicated (London, 1731).
- The Cause of God and Truth (4 parts, 1735–8), risposta a Daniel Whitby.
- (EN)  An Exposition of the New Testament (3 vols., 1746–8), which with his Exposition of the Old Testament (6 vols., 1748–63) forma il suo magnum opus
- (EN)  A Collection of Sermons and Tracts
- (EN) A Dissertation Concerning the Antiquity of the Hebrew Language, Letters, Vowel-Points, and Accents (1767).
- (EN) A Body of Doctrinal Divinity (1767), su pbministries.org. URL consultato il 4 giugno 2010 (archiviato dall'url originale il 24 febbraio 2005).*(EN) .

## Influenza
John Gill è stato il primo maggiore teologo battista. La sua opera continua ad avere influenza nel XXI secolo. Si discute oggi il suo ruolo nella diffusione dell'Iper-calvinismo nel movimento battista.